# Biotopo Torbiera Ecchen
Il Biotopo Torbiera Ecchen è un'area naturale protetta del Trentino-Alto Adige istituita nel 1989.
Occupa una superficie di 8,33 ha nel comune di Folgaria, in Provincia autonoma di Trento.